# 2008년 하계 올림픽 스페인 선수단
스페인은 2008년 8월 8일부터 24일까지 중화인민공화국 베이징에서 열린 제29회 하계 올림픽에 참가했다